# آلینکاپاک
آلینکاپاک (به اسپانیایی: Allincapac) یک کوه در پرو است که در منطقه پونو واقع شده‌است. آلینکاپاک ۵٬۸۰۵ متر بالاتر از سطح دریا واقع شده‌است.